# Stronger
Stronger er den tredje single fra Britney Spears frigivet på albummet Oops!... I Did It Again i løbet af fjerde kvartal af 2000. 
Den sang blev skrevet og produceret af Max Martin og Rami. I denne sang, synger Britney om at overvinde vanskelighederne med kærlighed, som hun synger, er hun "stærkere end i går". Det indre er anerkendt af mange som den uofficielle efterfølger til ...Baby One More Time, hvor hun sang "...my loneliness is killing me..." fordi Britney erklærer: "... my loneliness ain't killing me no more..."
Den Europæiske/Australske version af singlen Stronger
1. Stronger — 3:23
2. Stronger [Instrumental] — 3:23
3. Walk on By — 3:34
4. Stronger [Miguel 'Migs' Vocal Edit] — 3:41